# 艾利歐·傑曼諾
艾利歐·傑曼諾（義大利語：Elio Germano，1980年9月25日—）是義大利男演員。

## 生平
艾利歐·傑曼諾出生於羅馬，家族來自莫利塞。2007年，他因演出《我的哥哥是獨生子》而獲得大衛獎最佳男主角獎；2010年，他以《我們的生活》於第63屆坎城影展獲得最佳男演員獎，並二度獲得大衛獎最佳男主角獎。2015年，他因演出《青春韶華》第三度獲得大衛獎最佳男主角獎。

## 電影作品
- 2007年:《我的哥哥是獨生子（義大利語：Mio fratello è figlio unico (film)）》(Mio fratello è figlio unico)
- 2007年:《英雄不問出處》(Nessuna qualità agli eroi)
- 2009年:《華麗年代》(Nine)
- 2010年:《我們的生活（義大利語：La nostra vita (film)）》(La nostra vita)
- 2014年:《青春韶華》(Il giovane favoloso)

## 外部連結
- 艾利歐·傑曼諾在互联网电影资料库（IMDb）上的資料（英文）